# Régiment de Lally
Pour les articles homonymes, voir Lally.
Le régiment de Lally est un régiment d’infanterie irlandais du royaume de France créé en 1744. Il appartenait à la Brigade irlandaise.

## Création et différentes dénominations
- 1er octobre 1744 : création du régiment de Lally (-Tollendal) ou Lully-Tollendahl
- 1762 : réformé par incorporation au régiment de Dillon

## Équipement

### Drapeaux

Drapeau d’ordonnance
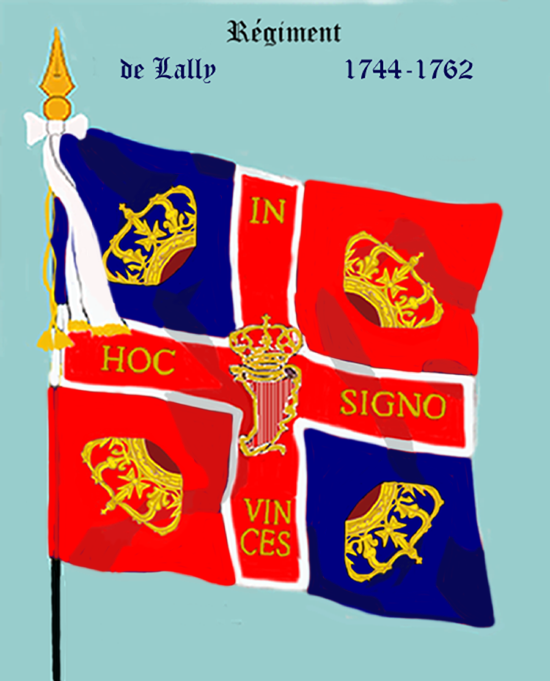
régiment de Lally de 1744 à 1762

### Habillement

Uniformes
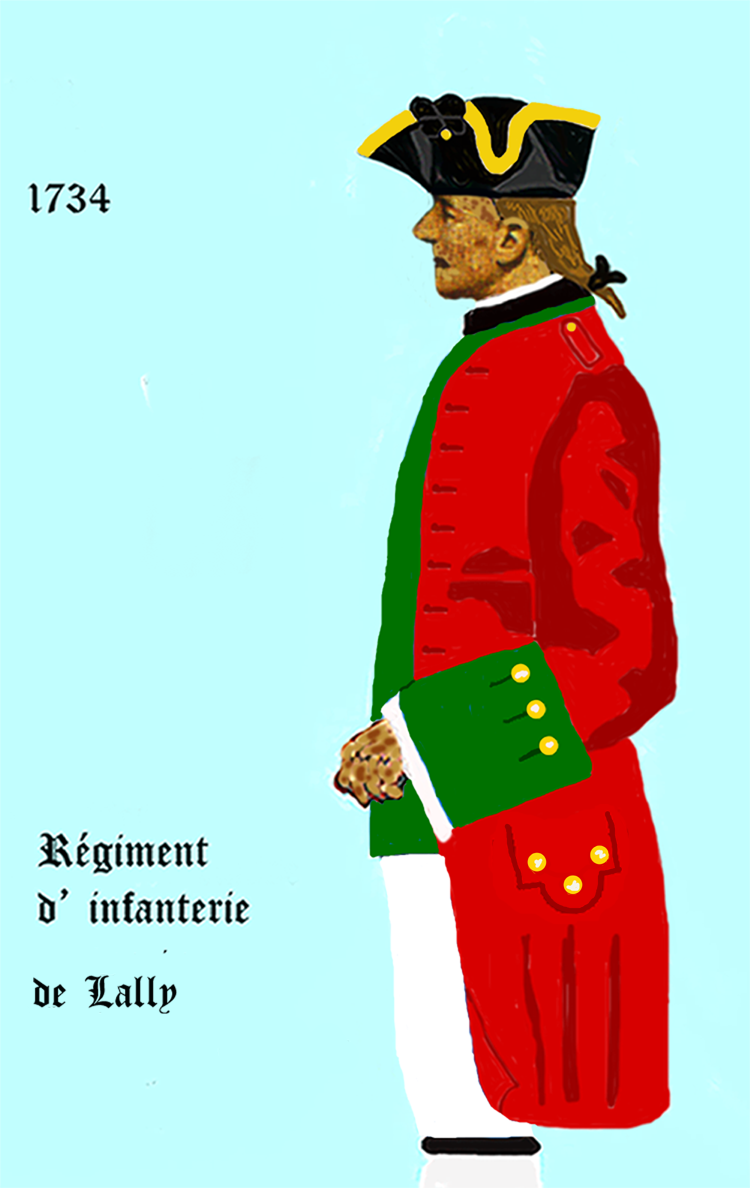
régiment de Lally de 1744 à 1762

## Historique

### Colonels et mestres de camp
- 1er octobre 1744 : Thomas Arthur de Lally-Tollendal, déclaré brigadier en novembre 1745 par brevet du 1er mai, déclaré maréchal de camp en janvier 1749 par brevet du 10 mai 1748, lieutenant général des armées du roi le 19 novembre 1756, † 9 mai 1766

### Campagnes et batailles
- 1740-1748 : guerre de Succession d'Autriche
  - 11 mai 1745 : ce régiment a eu une contribution décisive à la bataille de Fontenoy (ordre de bataille lors de la bataille de Fontenoy).

Lors de la guerre de Sept Ans, le régiment est embarqué pour les Indes. Il est licencié à son retour.